# 朱家店战斗
朱家店战斗是1944年8月22日中国抗日战争期间在上海南汇朱家店（今施湾乡境内）发生的一场战斗，交战双方系大日本帝国陆军和国民革命军新四军浙东游击纵队浦东支队。

## 战前背景和部署
8月22日驻周浦据点的一支47人的日军中队进入驻有中共边抗四大队的六灶镇潘家泓扫荡，在进入新场配合新场据点日军清剿。中共浦东支队支队长朱亚民和参谋长张席珍获悉此事后，授意区长王季贤和六灶镇长徐志良设宴招待日军，并乘机派第二中队和特务中队在日军所经的朱家店设伏，并铺设土地雷。
朱亚民认为朱家店位于六灶镇以南有南临五灶港，是前往新场的必经之路，五灶港石桥附近地形利于隐蔽且便与追击，因为当年3月游击队曾在此伏击一小伙日军，击毙四名日军，对该处非常熟悉。于是朱部署特务中队的一个班携九六式轻机枪埋伏在石桥西北，桥南部署一个班携两挺机枪正面阻击。

## 战斗经过和影响
日军于上午10点到达六灶，午饭后向朱家店而来。下午1点，日军进入游击队伏击圈，游击队发起了进攻，埋伏的特务中队狙击日军，第二中队从东南赶来包抄。由于日军行进之路的西侧和南侧均为池塘，而石桥有游击队阵地，日军便绕过池塘向西逃跑。其中少量日军乘游击队阵地过大人数过少跑过石桥逃去，其余日军在向西过猛将堂附近的一条小河时被埋伏的游击队伏击，全部被击毙，战斗在不到1个小时后结束。
此次战斗日军死亡34名，游击队一人牺牲，受伤不详，此外游击队缴获掷弹筒1门，九九式步枪12支，其他武器20余支，400余发弹药和一些望远镜等军用物资，并俘虏了日军翻译和皇协军士兵各一名。战后，日军驻浦东大本营长官要求各区、镇、保长及时通报游击队动向，并派兵封锁了进出南汇的所有道路和桥梁，对这伙游击队实施扫荡，但浦东支队战斗结束就立刻离开南汇，在南汇外海塘修整。
朱家店战斗是日军占领南汇后遭遇的第一次失败的战斗，也是淞沪支队在上海郊区杀死日军最多的战斗。此次战斗后，日军取消了一些小规模的据点，并且减少了扫荡的次数，而南汇皇协军则私下与游击队联系示好。中共浙东区党报《新浙东报》对此次战斗进行专题报道，中华人民共和国成立后，该战斗被当作步兵连的第一个优秀作战编入解放军教材。1986年5月15日，六灶人民公社在会龙村朱家店战斗旧址还立有“朱家店抗日之战纪念碑”，碑宽80厘米，高250厘米，碑上有朱亚民的亲笔题字，2004年重修，又增加了雕塑、陈列室和广场。在朱亚民的回忆录中，他认为朱家店战斗胜利的原因有如下几条：
1. 当日军进入游击队伏击圈时，周围的农民非常镇定，并且配合游击队的攻击。
2. 游击队挑选了一个有利的地形，不仅控制了附近的最高点，而且选在日军逃跑路径单一的区域。
3. 游击队分工明确，作战英勇。
4. 使用了土地雷阵。[3]

## 不实报道
- 战斗发生于1944年8月28日系《黄浦江畔的一把抗日尖刀》中的不实报道。
- 日军龟田中队长系故事《朱家店战斗》中虚构的人物。
- 浦东支队政委姜杰并未参与正常战斗的策划，因其当时实际上是浦东地委书记，政委一职系兼任，平常不和游击队一起活动。
- 战场周围是种植的是棉花和毛豆，关于“龟田躲入玉米地”是杜撰的内容。
- 一些文章关于游击队消灭47名日军和一名汉奸（翻译）的说法并无根据，不符合史料及回忆录的描述，也不符合战斗事实。
- 浦东支队是淞沪支队的前身，1944年8月尚未使用淞沪支队的番号[5]